# Loïc de La Mornais
Loïc de La Mornais est un journaliste français qui travaille en tant que grand reporter pour France Télévisions (France 2).

## Biographie

### Famille et enfance
Loïc de La Mornais est le pseudonyme de Loïc Michel de La Morvonnais,,.
Il passe son enfance à Boulogne-Billancourt, dans le département des Hauts-de-Seine, où il suit les cours de l'école Saint-Joseph du Parchamp puis du lycée Notre-Dame de Boulogne.

### Formation
Entré en 1992 en classe préparatoire d'hypokhâgne du lycée international de Sèvres, il intègre l'année suivante l'Institut d'études politiques de Paris d'où il sort diplômé en 1996. Il poursuit ses études à l'École supérieure de journalisme de Lille de 1996 à 1998.

### Carrière journalistique
Il est d'abord pigiste scientifique pour le magazine Science & Vie Junior de 1996 à 1998 puis devient en 1998 journaliste au quotidien arabe francophone Le Progrès égyptien au Caire.
En juin 2000, il est nommé grand-reporter pour France 2. Il est correspondant permanent au Royaume-Uni de 2013 à 2018 puis aux États-Unis de 2018 à 2023 où il couvre l'actualité, se distinguant avec la pandémie de Covid-19, l'élection présidentielle américaine de 2020 et en particulier le « direct très remarqué qu’il a assuré pour Franceinfo depuis le Capitole » le 6 janvier 2021,,,.
Il est président de la Société des journalistes de France 2 de 2010 à 2012.
En février 2025, il remplace exceptionnellement Élise Lucet à la présentation de Cash Investigation sur France 2.